# Christophe Slagmuylder
Christophe Slagmuylder (* 1967 in Brüssel) ist ein belgischer Kurator und Kulturmanager. Seit 2007 ist er künstlerischer Leiter des belgischen Festivals KunstenFESTIVALdesArts. Im Juni 2018 wurde er als Intendant der Wiener Festwochen 2019 präsentiert. Ab Mitte 2023 übernahm er die Direktion des Paleis voor Schone Kunsten in Brüssel.

## Leben
Christophe Slagmuylder studierte an der Université libre de Bruxelles Kunstgeschichte. Später unterrichtete er unter anderem visuelle Theorie an der Ecole nationale superieure d’audiovisuel (ENSAV) La Cambre in Brüssel. Ab Mitte der 1990er-Jahre war er an der Förderung und Produktion verschiedener Tanzkompanien beteiligt, etwa als Assistent der künstlerischen Leitung am Theatre Les Tanneurs in Brüssel. 2002 wurde er Mitglied des Programmteams des Brüssler Kunstenfestivaldesarts, einem Festival für zeitgenössische Kunst in den Sparten Theater, Tanz, Performance und Visual Arts. Seit 2007 ist er als Nachfolger der Festivalsgründerin Frie Leysen, die 2014 Schauspielchefin der Wiener Festwochen war, künstlerischer Leiter des Kunstenfestivaldesarts.
Im Februar 2018 wurde er als Programmdirektor des alle drei Jahre in wechselnden Städten stattfindenden Festivals Theater der Welt 2020 in Düsseldorf vorgestellt, zuvor kuratierte 2010 ebenfalls Frie Leysen das Festival. Im Juni 2018 wurde Slagmuylder von der Wiener Kulturstadträtin Veronica Kaup-Hasler als Nachfolger von Tomas Zierhofer-Kin, dessen Vertrag nach zwei Saisonen vorzeitig aufgelöst wurde, als Intendant der Wiener Festwochen 2019 präsentiert. Slagmuylder sollte die Leitung zunächst interimistisch für 2019 übernehmen, für 2020 erfolgte eine Ausschreibung. Die Verpflichtung in Düsseldorf gab er nach Übernahme der Intendanz der Wiener Festwochen an Stefan Schmidtke ab.
Sein Vertrag als Intendant der Wiener Festwochen wurde ursprünglich bis 2024 abgeschlossen. Im Oktober 2022 wurde bekannt, dass er ab Mitte 2023 die Direktion des Paleis voor Schone Kunsten in Brüssel übernehmen soll. Bis zum Ende der Festivalausgabe 2023 soll er die Wiener Festwochen weiterhin als Intendant leiten. Als Intendant der Wiener Festwochen folgte ihm Milo Rau nach.

## Auszeichnungen
- 2017: Chevalier des Arts et des Lettres[1]